# Francisco Nunes Marinho de Sá
Francisco Nunes Marinho de Sá foi um administrador colonial português e sexto governador da capitania da Paraíba, a qual governou de 1603 a 1606. Posteriormente, de 9 de maio de 1624 a 1º de maio de 1625, foi enviado por Matias de Albuquerque para atuar como capitão-mor do Arraial do Rio Vermelho na ocasião da invasão holandesa.
A princípio eram quatrocentos portugueses e duzentos índios, mas aos poucos chegaram mais reforços, o que impôs perdas sensíveis aos batavos.